# Campeonato Nacional de la Guayana Francesa 2021-22
El Campeonato Nacional de la Guayana Francesa 2021-22 fue la edición número 49 del Campeonato Nacional de la Guayana Francesa.

## Equipos participantes
- AJ Saint-Georges
- AS Étoile Matoury
- ASC Agouado
- ASC Karib (P)
- ASC Le Geldar
- ASC Ouest
- ASC Rémire
- ASU Grand Santi
- CSC Cayenne
- EF Iracoubo (P)
- FC Oyapock
- Loyola OC
- Olympique Cayenne
- SC Kouroucien
- US Matoury
- US Sinnamary
- USC Montsinéry (P)

## Fase 1

### Grupo A
| Pos. | Equipo            | Pts. | PJ | G | E | P | GF | GC | Dif. | Clasificación 2021-22               |
| ---- | ----------------- | ---- | -- | - | - | - | -- | -- | ---- | ----------------------------------- |
| 1    | AS Étoile Matoury | 36   | 10 | 8 | 2 | 0 | 25 | 8  | +17  | Avanza a la Final                   |
| 2    | ASC Karib         | 29   | 9  | 7 | 0 | 2 | 19 | 10 | +9   | Avanza al juego por el tercer lugar |
| 3    | ASC Rémire        | 27   | 10 | 5 | 2 | 3 | 21 | 14 | +7   |                                     |
| 4    | ASU Grand Santi   | 23   | 10 | 4 | 2 | 4 | 25 | 15 | +10  |                                     |
| 5    | CSC Cayenne       | 23   | 10 | 3 | 4 | 3 | 17 | 13 | +4   | Partido por permanencia             |
| 6    | Olympique Cayenne | 22   | 10 | 3 | 3 | 4 | 5  | 11 | −6   | Promoción de Honor 2022-23          |
| 7    | ASC Ouest         | 20   | 10 | 3 | 1 | 6 | 15 | 29 | −14  | Promoción de Honor 2022-23          |
| 8    | USC Montsinéry    | 17   | 9  | 2 | 2 | 5 | 9  | 12 | −3   | Promoción de Honor 2022-23          |
| 9    | Loyola OC         | 12   | 10 | 0 | 2 | 8 | 10 | 34 | −24  | Promoción de Honor 2022-23          |

Actualizado a los partidos jugados el 17 de mayo de 2022.
 Fuente: Guyane-Foot.fff.fr
Criterios de clasificación: Puntos · Enfrentamientos directos · Diferencia de goles · Goles a favor · Puntos fair-play · Play-off.

### Grupo B
| Pos. | Equipo           | Pts. | PJ | G | E | P | GF | GC | Dif. | Clasificación 2021-22               |
| ---- | ---------------- | ---- | -- | - | - | - | -- | -- | ---- | ----------------------------------- |
| 1    | ASC Le Geldar    | 34   | 10 | 8 | 1 | 1 | 41 | 14 | +27  | Avanza a la Final                   |
| 2    | US Matoury       | 34   | 10 | 8 | 0 | 2 | 22 | 16 | +6   | Avanza al juego por el tercer lugar |
| 3    | US Sinnamary     | 27   | 11 | 4 | 4 | 3 | 14 | 14 | 0    |                                     |
| 4    | SC Kouroucien    | 20   | 11 | 2 | 3 | 6 | 19 | 20 | −1   |                                     |
| 5    | ASC Agouado      | 19   | 6  | 4 | 1 | 1 | 16 | 9  | +7   | Partido por permanencia             |
| 6    | FC Oyapock       | 19   | 10 | 2 | 4 | 4 | 23 | 20 | +3   | Promoción de Honor 2021-22          |
| 7    | AJ Saint-Georges | 16   | 8  | 2 | 2 | 4 | 8  | 19 | −11  | Promoción de Honor 2021-22          |
| 8    | EF Iracoubo      | 11   | 10 | 0 | 1 | 9 | 9  | 41 | −32  | Promoción de Honor 2021-22          |

Actualizado a los partidos jugados el 15 de mayo de 2022.
 Fuente: Guyana-Foot.fff.fr
Criterios de clasificación: Puntos · Enfrentamientos directos · Diferencia de goles · Goles a favor · Puntos fair-play · Play-off.